# شهرستان فرولوفسکی
شهرستان فرولوفسکی (به لاتین: Frolovsky District) یک شهرستان در روسیه است که در استان ولگوگراد واقع شده‌است.